# Dafydd ap Llywelyn
Dafydd ap Llywelyn (né en avril 1212 – mort le 25 février 1246) fut prince des Galles du Nord, puis prince de Galles. Il fut le premier à porter ce titre.

## Jeunesse
Dafydd était le seul fils légitime de Llywelyn le Grand né de son épouse Jeanne, fille illégitime du roi Jean d'Angleterre. Il descendait ainsi de la plus importante famille princière du Pays de Galles par son père, et par sa mère il était neveu du jeune roi d'Angleterre, Henri III.
À partir de sa naissance, son père fit tout pour que son fils légitime soit reconnu son successeur, car en Pays de Galles, les fils bâtards avaient autant de droits que ceux issus d'un mariage légal, ainsi son fils aîné et illégitime Gruffydd avait droit à une part de l'héritage. 
En 1220, Llywelyn obtint la reconnaissance de Dafydd comme seul prince des Galles du Nord après sa mort des principaux nobles gallois, mais aussi du jeune roi Henri III d'Angleterre. Quelques années plus tard, il fit approuver sa décision par le pape Honorius III qui déclara la mère de Dafydd, Jeanne, légitime (ses parents n'auraient pas été mariés au moment de sa conception). La position de Dafydd était ainsi largement renforcée.
En 1228, Llywelyn négocia le mariage de Dafydd à la fille aînée de Guillaume de Briouze, lord d'Abergavenny, un très puissant seigneur des Marches, dotée de la seigneurie de Builth au sud du Powis. Malgré l'adultère de sa mère avec son futur beau-père et l'exécution de ce dernier par Llywelyn le 2 mai 1230, le mariage de Dafydd à Isabelle eut lieu.
Vers la fin de son règne, Llywelyn, âgé d'une soixantaine d'années, commença à déléguer de plus en plus de fonctions à son fils. En 1238, tous les nobles du Pays de Galles lui rendirent hommage en tant que successeur désigné de son père. Llywelyn finit ensuite sa vie au monastère d'Aberconwy, tandis que Dafydd, protégeant sa succession, attaqua son demi-frère Gruffydd. Il lui retira d'abord ses seigneuries de Powis méridional, avant de le convier à une réunion pour la paix. Accompagné de Richard, évêque de Bangor, Griffin et son fils Owain se rendent à la réunion qui est en fait un guet-apens : ils sont capturés et enfermés au château de Criccieth, tandis que Richard de Bangor s'exile en Angleterre après avoir excommunié Dafydd.

## Règne

### Prince des Galles du Nord
À la mort de Llywelyn le 11 avril 1240, Dafydd put effectivement s'installer sur le trône de Gwynedd, et malgré le soutien porté par plusieurs nobles à son frère Gruffydd, Dafydd est soutenu par les principaux conseillers de son père (le sénéchal Ednyfed Fychan, le diplomate Einion Fychan, et l'évêque de Saint-Asaph). Le 15 mai de la même année, Dafydd se rendit à une grande assemblée à Gloucester où il rencontra le roi qui l'adouba, puis le couronna avec le talaith, un diadème symbolisant le rang princier de Dafydd. Mais Henri III n'était pas prêt à lui laisser les conquêtes extérieures à la Gwynedd de son père. 
Après plusieurs plaintes de l'évêque de Bangor, de Senana, la femme de Gruffydd, et de la sœur de ce dernier Gwenllian, le roi envahit le pays en 1241 avec une facilité déconcertante (une sécheresse récente avait ôté tous les obstacles habituels tels que les marécages qui suffisaient généralement à repousser les Anglais). Dafydd dut se soumettre, abandonner toutes les terres conquises par son père et envoyer son frère Griffin, jusqu'alors emprisonné, comme otage.
Ainsi, Henri se dotait d'une arme pour contrôler Dafydd : si jamais ce dernier venait à se rebeller, le roi pouvait relâcher son frère qui remettrait en cause sa position de souverain unique en Galles du Nord. La paix fut ainsi maintenue, jusqu'à ce qu'un accident eut lieu à Londres au début de l'an 1244.

### Prince de Galles
Griffin essaya de s'évader de la Tour de Londres où il était tenu prisonnier le jour de la Saint David (patron du Pays de Galles), 1er mars 1244, à l'aide de draps noués entre eux. La corde rompit et Griffin se brisa le cou plusieurs mètres en contrebas. Ceci libéra Dafydd de toute entrave et il s'allia avec d'autres princes gallois pour attaquer les possessions anglaises au Pays de Galles. Ces révoltes connurent un succès certain et en 1245, Henri III envahit à nouveau le Gwynedd et fit construire un nouveau château à Degannwy. Des combats acharnés s'ensuivirent, mais cette campagne fut précocement arrêtée par la mort soudaine de Dafydd, âgé d'une trentaine d'années, à sa cour d'Aber le 25 février 1246. Il fut enterré avec son père à l'abbaye d'Aberconwy.

## La succession
Comme le mariage de Dafydd à Isabelle, fille de Guillaume de Briouze, seigneur d'Abergavenny, n'avait pas produit d'héritier, ce furent les deux fils de Griffin, Llywelyn le Dernier et Owain le Rouge, qui se partagèrent la Gwynedd et continuèrent la guerre contre Henri III. En avril 1247, ils rencontrèrent Henri III à Woodstock et parvinrent à un accord en l'échange de pertes de territoire importantes.

## Sources

### Sources primaires
- Matthieu Paris, La Grand Chronique d’Angleterre
- (en) Brut y Tywysogion, or the Chronicle of the Princes, ed. John Williams ab Ithel, 1860.

### Sources secondaires
- (en) Hywel Dda, The Law, edited by Dafydd Jenkins, Gomer Press: Llandysul, 1986.
- (en) Kari Maund, The Welsh Kings: Warriors, warlords and princes, Mill Brimscombe Port Stroud, The History Press, 2006 (ISBN 9780752429731), p. 197-204, 245
- (en) John Edward Lloyd « Dafydd ap Llywelyn » article dans Dictionary of Welsh Biography Online, sur le site de la Bibliothèque Nationale du Pays de Galles
- (en) Huw Pryce, The Acts of Welsh Rulers 1120-1283, Cardiff: University of Wales Press, 2006.
- (en) Huw Pryce, Uses of the vernacular in the acts of Welsh rulers 1120-1283 in Actes du XIe Congrès International de Diplomatique (2003), Éditions en ligne de l’École des Chartes
- (en) David Walker, Medieval Wales, Cambridge, Cambridge University Press, 1990 réédition 1999 (ISBN 0521311535), p. 52-53, 93, 96, 99, 102-111, 119, 132